# Trung tâm trợ giúp
Một trung tâm trợ giúp là một bộ phận hoặc một người cung cấp hỗ trợ và thông tin, thường là cho các vấn đề điện tử hoặc máy tính. Vào giữa những năm 1990, nghiên cứu của Iain Middleton tại Đại học Robert Gordon đã nghiên cứu giá trị của các trung tâm trợ giúp của các tổ chức. Nó đã phát hiện ra rằng giá trị được tạo ra không chỉ từ việc phản ứng với các vấn đề của người dùng, mà còn từ vị trí độc đáo của trung tâm trợ giúp trong việc liên lạc hàng ngày với nhiều khách hàng hoặc nhân viên. Thông tin thu được trong các lĩnh vực như các vấn đề kỹ thuật, sở thích của người dùng và sự hài lòng có thể có giá trị cho các đơn vị công nghệ thông tin khác trong việc lập kế hoạch và phát triển.
Các trung tâm hỗ trợ lớn thường có một cá nhân hoặc nhóm có trách nhiệm quản lý các yêu cầu đến, được gọi là "vấn đề"; họ thường được gọi là quản lý hàng đợi hoặc giám sát hàng đợi. Người quản lý hàng đợi chịu trách nhiệm cho các hàng đợi vấn đề, có thể được thiết lập theo nhiều cách khác nhau tùy thuộc vào kích thước hoặc cấu trúc của trung tâm hỗ trợ. Thông thường, các trung tâm hỗ trợ lớn có nhiều nhóm chuyên môn khác nhau để giải quyết các vấn đề khác nhau. Người quản lý hàng đợi sẽ phân công vấn đề cho một trong các nhóm chuyên môn dựa trên loại vấn đề được nêu ra. Một số trung tâm hỗ trợ có thể có hệ thống điện thoại với các chia ACD (tự động phân phối cuộc gọi) đảm bảo rằng các cuộc gọi về các chủ đề cụ thể được đưa đến các nhà phân tích có kinh nghiệm hoặc kiến thức tương ứng.